# Skalvien
Le skalvien est une langue éteinte appartenant au groupe balte occidental des langues indo-européennes.

## Histoire
Le skalvien disparut au XVIe siècle pour être remplacé par le lituanien. La langue n'est attestée que par quelques noms propres.

## Distribution
Le skalvien se parlait à l'ouest de la Lituanie, et au nord de l'actuel oblast de Kaliningrad, près de l'embouchure du Niémen, et le long de la mer Baltique.